# Hodětice
Hodětice je malá vesnice, část obce Křečovice v okrese Benešov. Nachází se asi čtyři kilometry jihovýchodně od Křečovic.
Hodětice leží v katastrálním území Hořetice o výměře 7,59 km².
Ve vesnici se natáčela malá část filmu Jáchyme, hoď ho do stroje!.

## Historie
První písemná zmínka o vesnici pochází z roku 1352. Olbram ze Suchdola u vsi v roce 1404 založil rybník, který zatopil pozemky v majetku zdejší fary, za což musel poskytnout odpovídající náhradu.
Za druhé světové války se ves stala součástí vojenského cvičiště Zbraní SS Benešov a její obyvatelé se museli 31. října 1943 vystěhovat.

## Pamětihodnosti
- Kostel svatých Petra a Pavla je vedený v Seznamu kulturních památek v okrese Benešov.

## Galerie

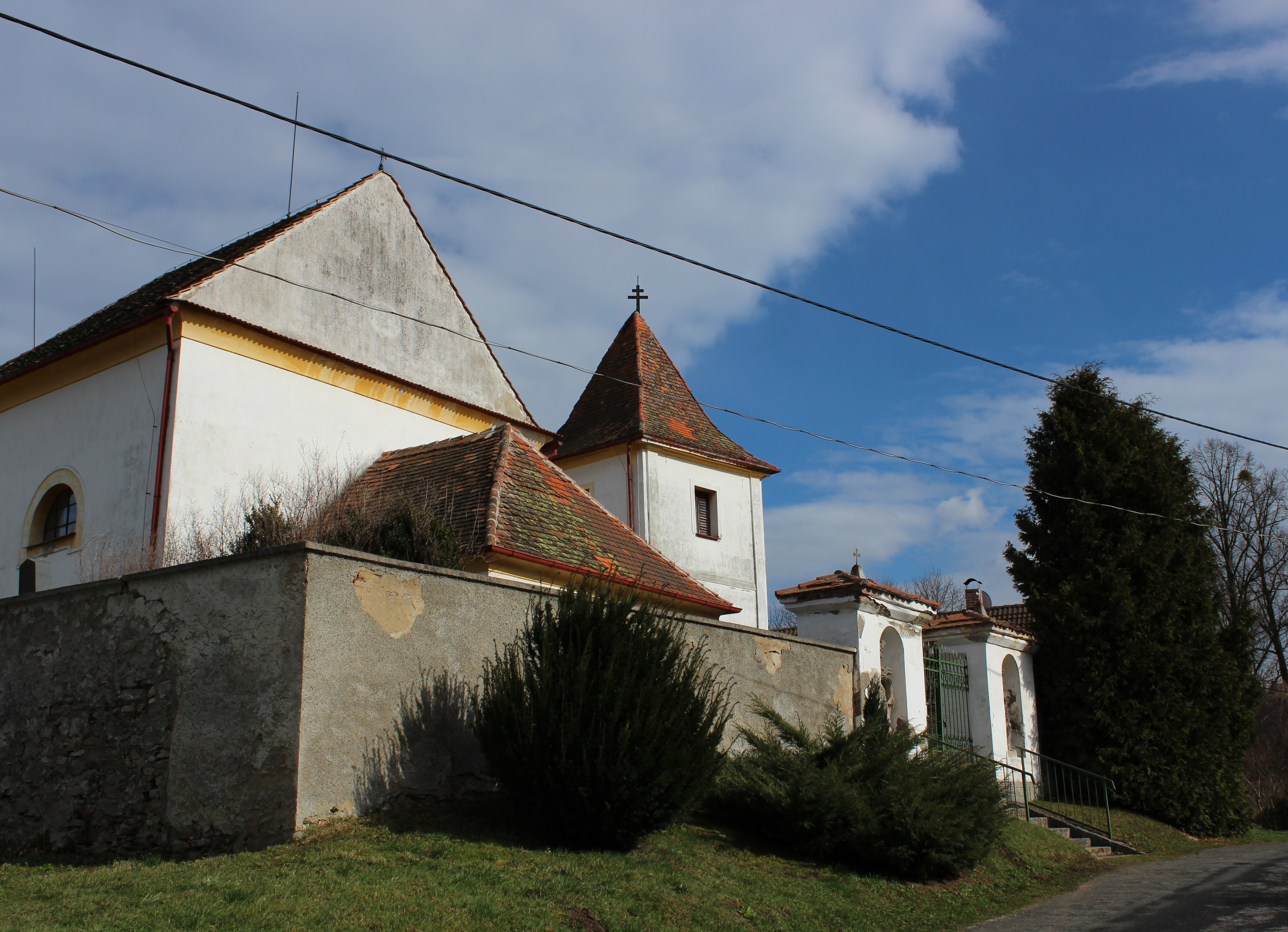
Kostel svatých Petra a Pavla
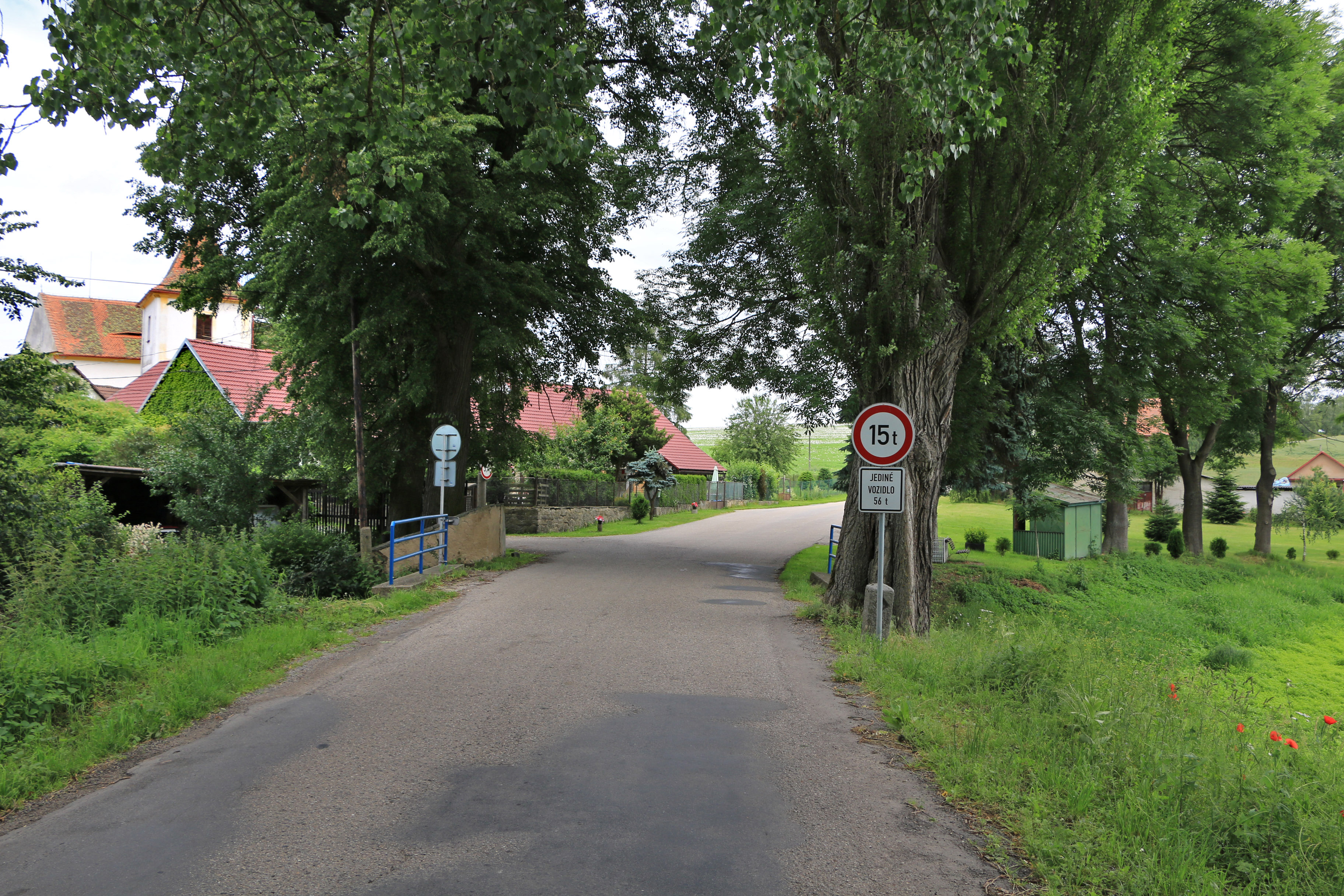
Hlavní silnice
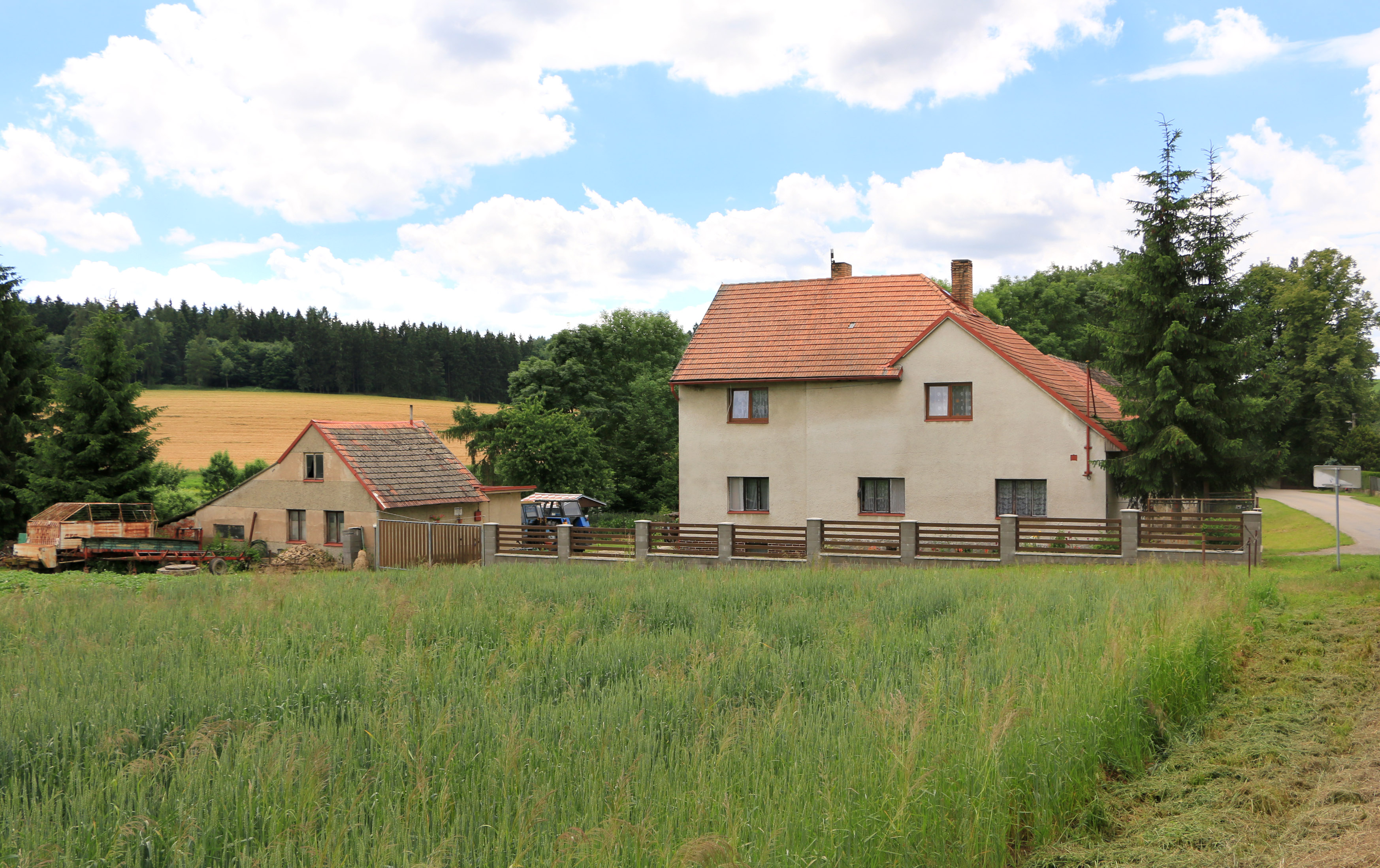
Dům čp. 6
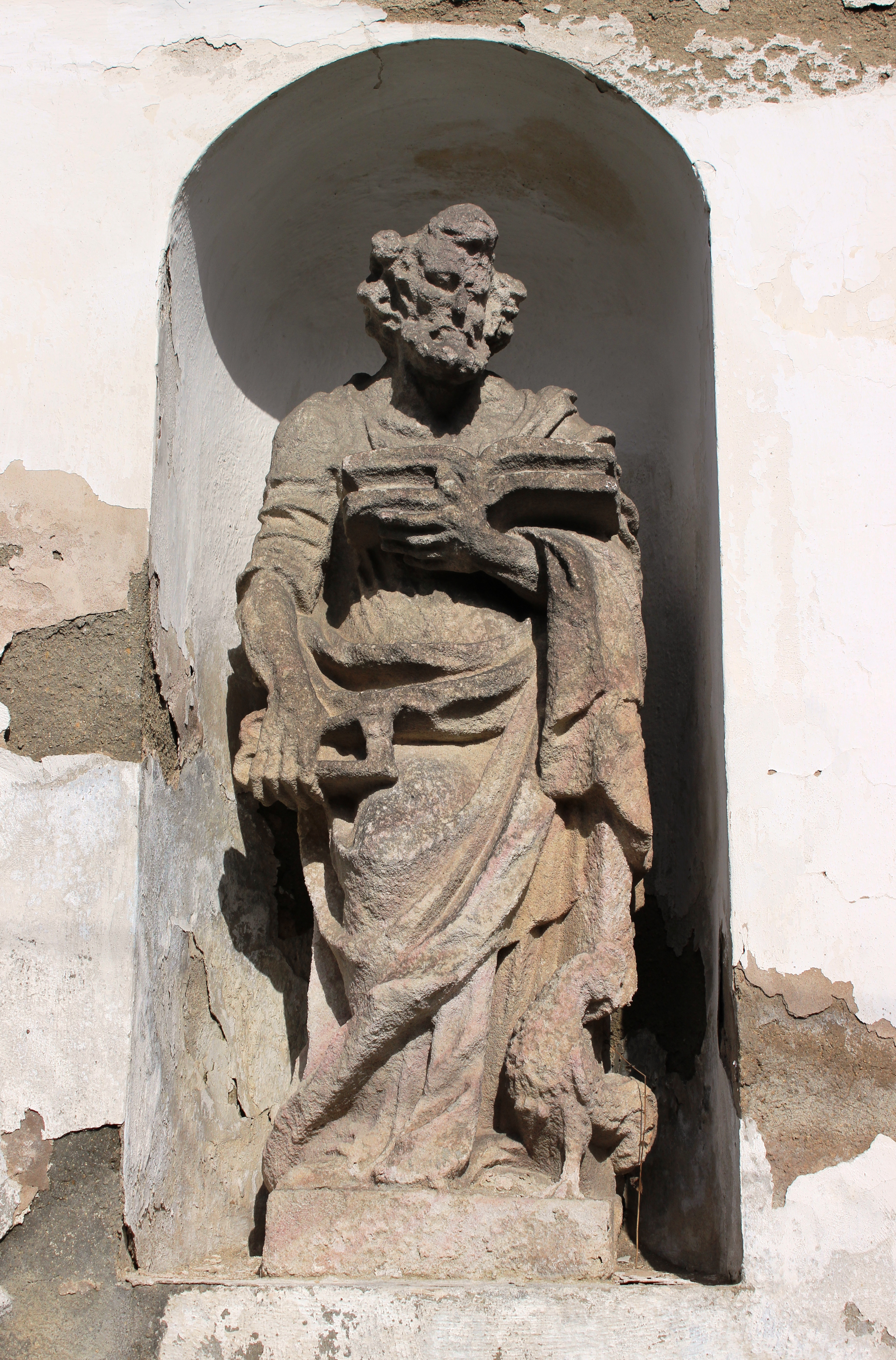
Socha světce před vchodem na hřbitov